# Bouconville-sur-Madt
Bouconville-sur-Madt ist eine französische Gemeinde mit 100 Einwohnern (Stand: 1. Januar 2022) im Département Meuse in der Region Grand Est. Sie gehört zum Kanton Saint-Mihiel im Arrondissement Commercy.

## Geografie
Die Gemeinde Bouconville-sur-Madt liegt am oberen Rupt de Mad, acht Kilometer südlich des Lac de Madine im Regionalen Naturpark Lothringen, 14 Kilometer nordöstlich von Commercy. Die ehemalige Route nationale 407 tangiert Bouconville-sur-Madt.
Nachbargemeinden sind Xivray-et-Marvoisin im Nordosten, Rambucourt im Osten, Broussey-Raulecourt im Süden, Apremont-la-Forêt im Westen sowie Loupmont im Nordwesten.

## Bevölkerungsentwicklung

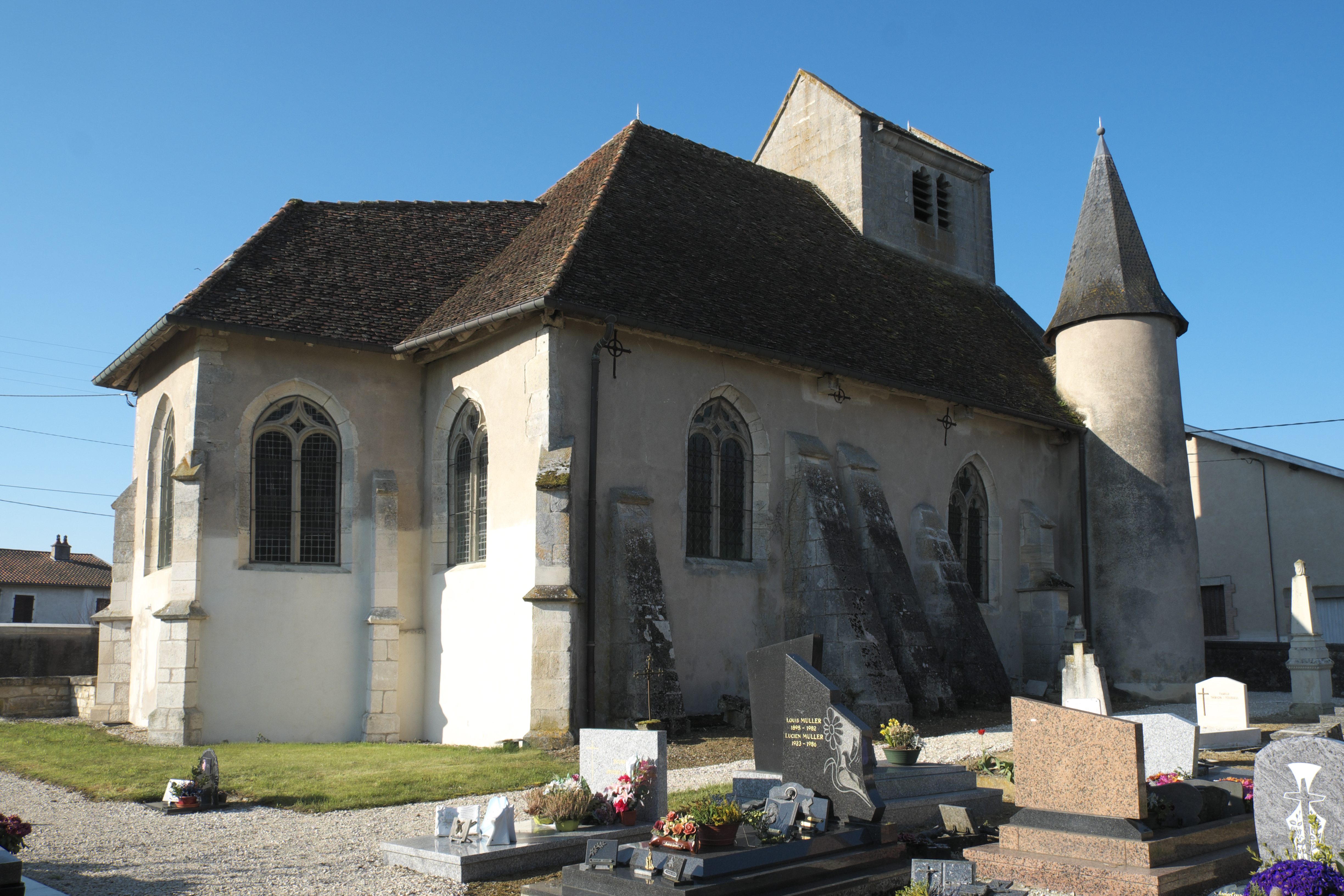
Kirche Saint-Maurice, seit 1921 als Monument historique ausgewiesen

| Jahr      | 1962 | 1968 | 1975 | 1982 | 1990 | 1999 | 2008 | 2019 |
| --------- | ---- | ---- | ---- | ---- | ---- | ---- | ---- | ---- |
| Einwohner | 127  | 95   | 86   | 83   | 86   | 84   | 104  | 114  |